# Peter Leisegang

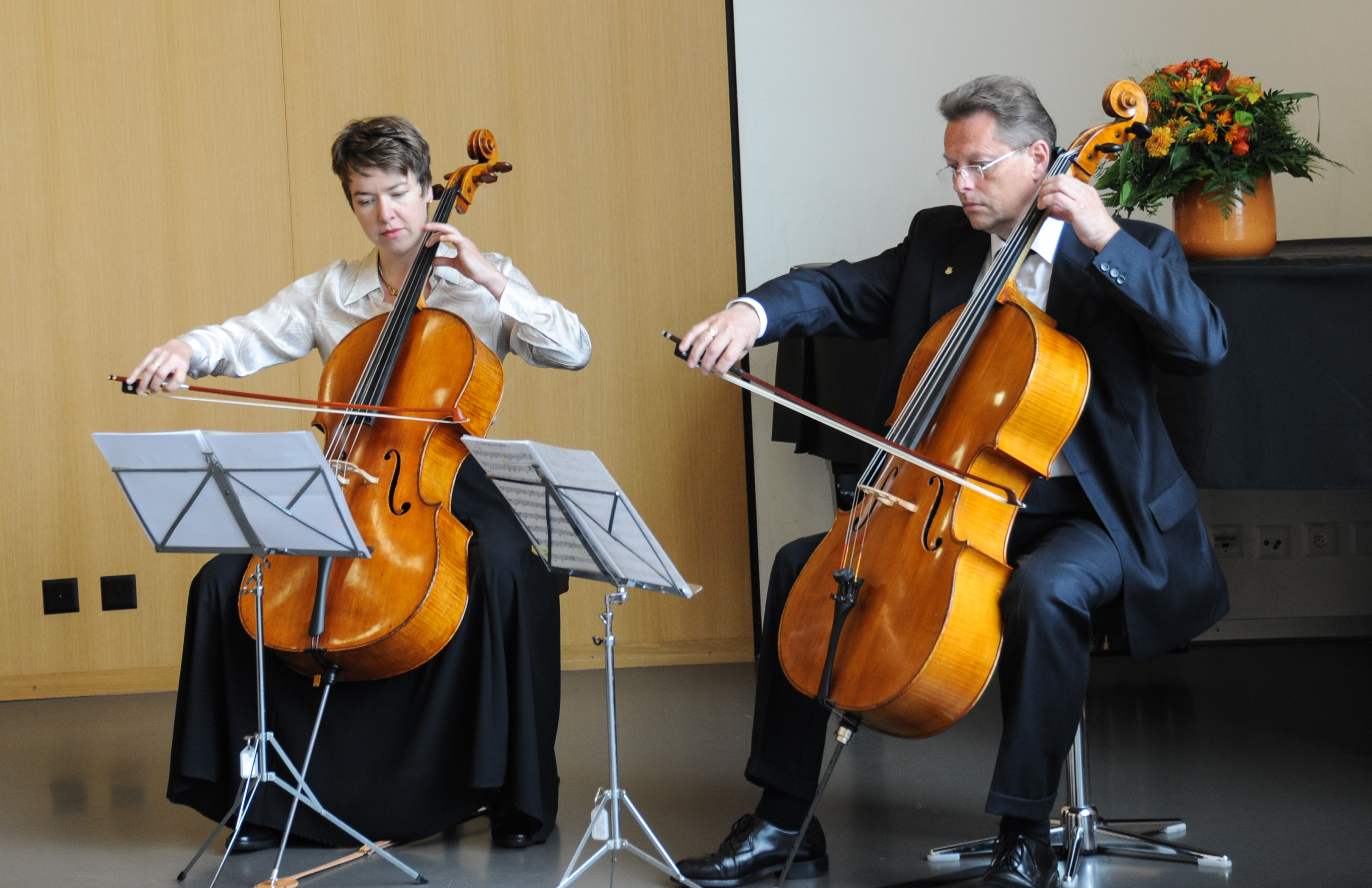
Peter Leisegang im Duo mit Katrin Mettler

Peter Leisegang (* 1952 in Wiesbaden) ist ein deutsch-schweizerischer Cellist und Hochschulprofessor.

## Leben
Den ersten Musikunterricht erhielt Leisegang im Alter von fünf Jahren. Während der Gymnasialzeit war er mehrfacher erster Preisträger bei „Jugend musiziert“, sowie 1969 3. Preisträger am internationalen Radiowettbewerb Concertino Praga. Die ersten Konzerte gab er in der Berliner Philharmonie, in Prag und in Frankreich, die ersten Radioaufnahmen entstanden in Prag und im Südwestfunk.
Im Jahr 1973 erwarb Leisegang das Lehr- und Konzertreifediplom am Peter-Cornelius-Konservatorium der Stadt Mainz bei Gottfried Kleinig. 1975 erlangte er das Solistendiplom mit Auszeichnung am Konservatorium Luzern bei Prof. Stanislav Apolin. Danach folgten Konzerte in Australien als offizieller Vertreter der Schweiz, sowie eine rege internationale Konzerttätigkeit als Kammermusiker und Solist. Von 1979 bis 2000 war Leisegang Solist und Solocellist der Festival Strings Lucerne.
Von 1973 bis 2017 war Peter Leisegang zuerst Assistent von Prof. Apolin, später Professor für Cello, Kammermusik und Fachdidaktik an der Musikhochschule Luzern. Daneben unterrichtete er auch an der Musikschule Luzern.
Von 1993 bis 1999 war Peter Leisegang Dozent an der Zürcher Hochschule der Künste. Von 1990 bis 1996 leitete er die Meisterkurse an der Musikakademie Danzig und an der Hochschule für Musik Franz Liszt Weimar.
1976 erhielt Peter Leisegang den Edwin Fischer-Gedenkpreis, 1986 den Kunstanerkennungspreis der Stadt Luzern.
Peter Leisegang ist einer der ersten Cellisten, die sich für die Aufführung der Konzerte von Luigi Boccherini in ihrer Originalversion einsetzten. Davon zeugen zahlreiche Radio- und Fernsehaufzeichnungen. Sein Buch „Methodischer Leitfaden für den Violoncello-Unterricht“ zählt zu den Standardwerken der Unterrichtsliteratur für Cello.
2024 erschien Leisegangs zweites Buch mit dem Titel „Mit dem Cello unterwegs, ein fachdidaktischer Wegweiser für das Violoncellospiel“ im Verlag united p c.
Mit seiner Frau Katrin Mettler, mit der er vier Söhne hat, tritt er regelmäßig im Cello-Duo auf.

## Diskografie (Auszug)
- Joseph Haydn: Cellokonzert Nr. 1 in C-Dur Hob. VIIb:1
- Carl Philipp Emanuel Bach: Konzert für Violoncello in a-Moll Wq 170
- Herbert Willi: Konzert
- Pablo Casals: Gesang der Vögel
- Edvard Grieg: Sonate für Violoncello und Klavier a-Moll op. 36
- Robert Schumann: Fantasiestücke op. 73 für Violoncello und Klavier
- Bohuslav Martinů: Variationen über ein slowakisches Thema H 378
- Paul Hindemith: Sonate op. 11

## Publikation
- „Methodischer Leitfaden für den Violoncello-Unterricht“, PAN Verlag (1989), ISBN 978-3-907073-28-5

„Mit dem Cello unterwegs. Ein fachdidaktischer Wegweiser für das Violoncellospiel“ united p c ISBN 978-3-7103-5915-6

## Auszeichnungen
- 1976: Edwin Fischer–Preis[2]
- 1986: Anerkennungspreis der Stadt Luzern

## Belege
1. ↑  Website von Peter Leisegang (Memento des Originals vom 11. September 2014 im Internet Archive)  Info: Der Archivlink wurde automatisch eingesetzt und noch nicht geprüft. Bitte prüfe Original- und Archivlink gemäß Anleitung und entferne dann diesen Hinweis., abgerufen am 10. September 2014.
2. ↑   S.-Fischer-Verlag (Frankfurt, Main), Mario von Baratta: Der Fischer Weltalmanach. Fischer Bücherei 1978, S. 538.

| Personendaten    | Personendaten                                       |
| ---------------- | --------------------------------------------------- |
| NAME             | Leisegang, Peter                                    |
| KURZBESCHREIBUNG | deutsch-schweizerischer Cellist und Hochschullehrer |
| GEBURTSDATUM     | 1952                                                |
| GEBURTSORT       | Wiesbaden                                           |